# بلیثبورگ
بلیثبورگ (به انگلیسی: Blythburgh) یک روستا و محله مدنی در بریتانیا است که در سافک واقع شده‌است. بلیثبورگ ۲۹۷ نفر جمعیت دارد.